# Satyrus kebira
Satyrus kebira är en fjärilsart som beskrevs av Colin W. Wyatt 1952. Satyrus kebira ingår i släktet Satyrus och familjen praktfjärilar. Inga underarter finns listade.